# The Lady and the Glove
The Lady and the Glove è un cortometraggio muto del 1913 diretto da Frederick A. Thomson.

## Produzione
Il film fu prodotto dalla Vitagraph Company of America.

## Distribuzione
Distribuito dalla General Film Company, il film - un cortometraggio in una bobina - uscì nelle sale cinematografiche statunitensi il 15 agosto 1913.